# Ak 5
El Ak 5 (acrónimo en sueco de Automatkarbin 5; la traducción literal al español es «carabina automática 5» o «carabina automática», pero significa fusil de asalto) es la versión sueca del fusil de asalto belga FN FNC, que incluye varias modificaciones, principalmente para adaptar el arma al clima subártico.
El Ak 5 es el fusil estándar de las Fuerzas Armadas Suecas, y reemplazó al Ak 4, que era la versión sueca del Heckler & Koch G3. Una versión modificada del lanzagranadas M203  también se puede conectar a la Ak 5. Esta configuración es simplemente designado AK 5 med granattillsats.
Una de las principales diferencia del Ak 5 respecto al original de FN es el montante del disparador que es más grande, para permitir disparar con los guantes puestos, algo imprescindible en los climas árticos. Asimismo el selector de tiro es de mayores dimensiones por la misma razón.

## Variantes

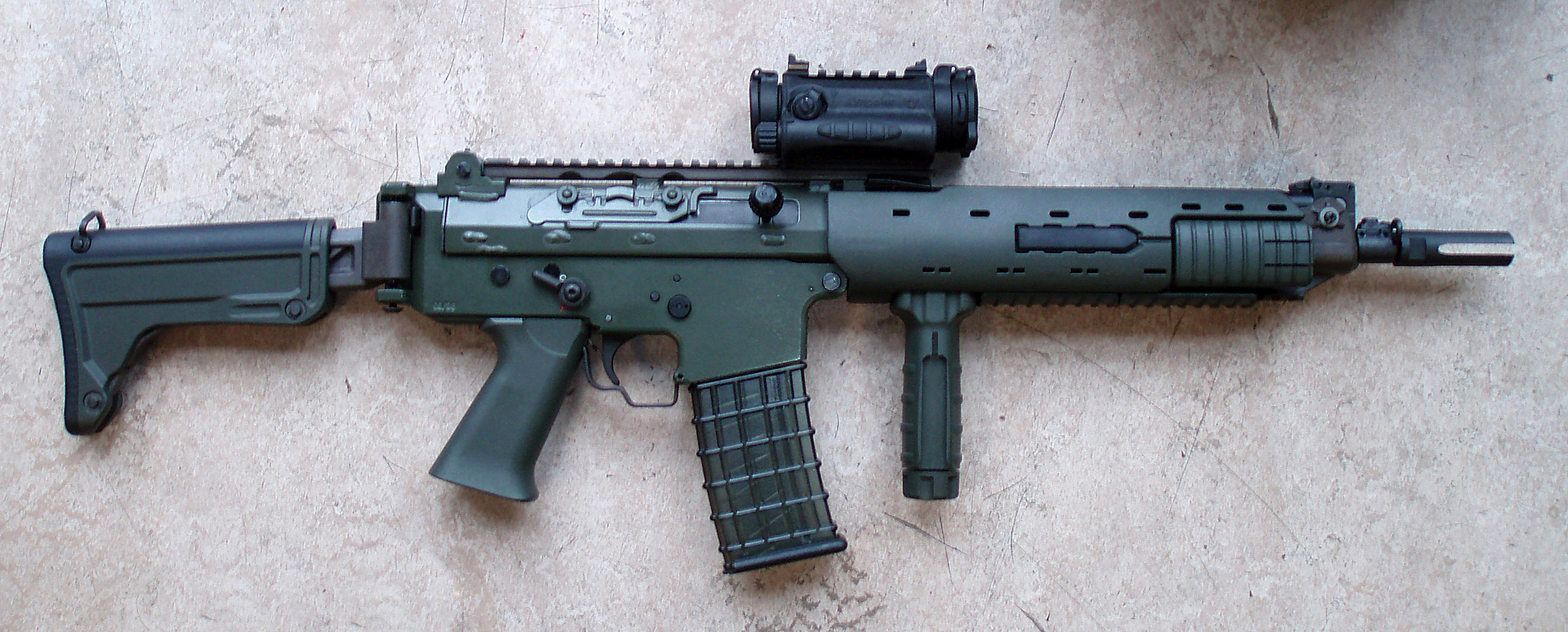
Ak 5C
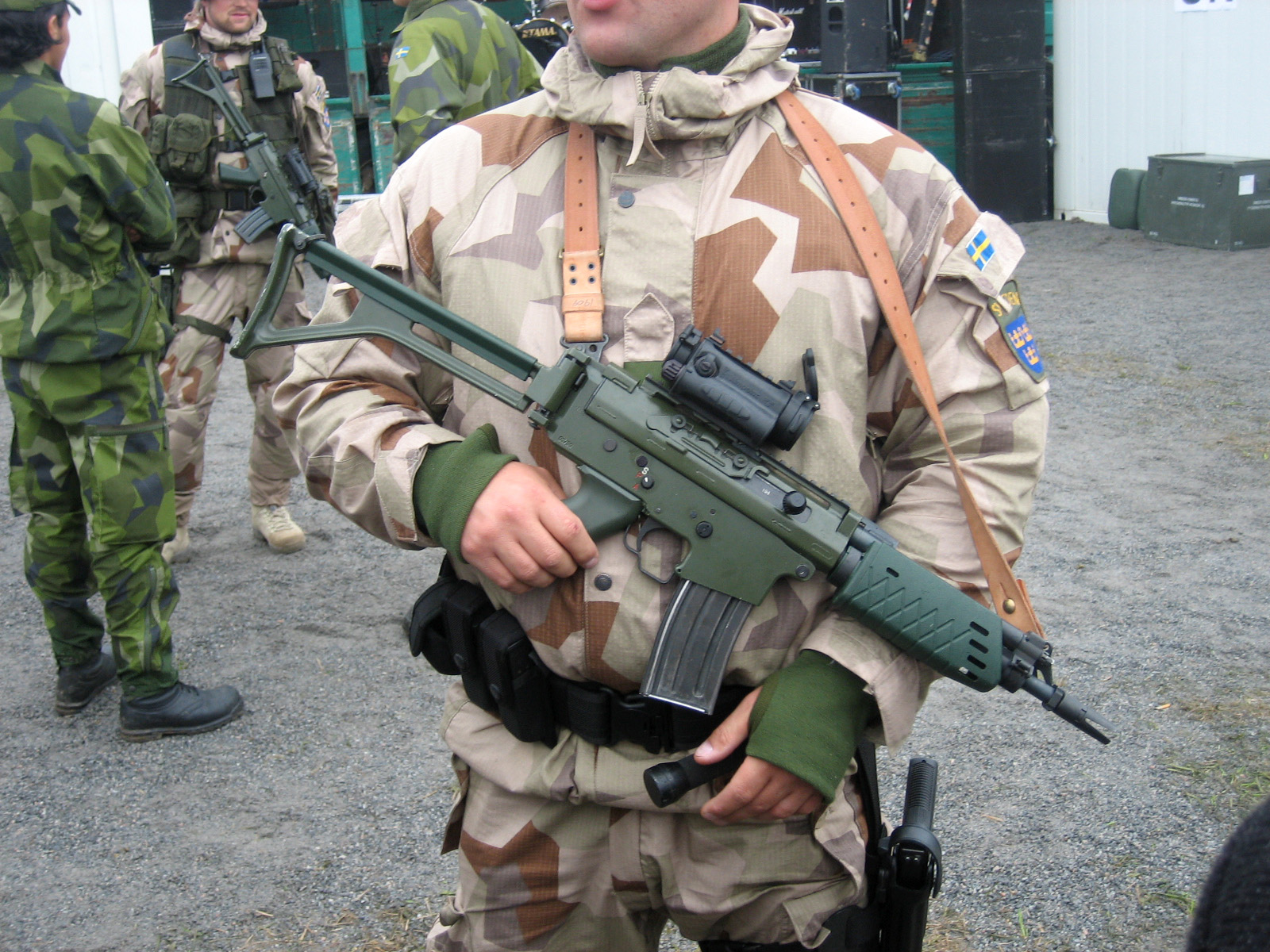
Ak 5D

## Operadores
República Checa
- 601 Grupo de Fuerzas Especiales[3]

 Noruega
- Policía Noruega[3]

 Suecia
- Fuerzas Armadas Suecas[4]
- Policía Sueca[3]